# Pero brunnea
Pero brunnea är en fjärilsart som beskrevs av Paul Dognin 1911. Pero brunnea ingår i släktet Pero och familjen mätare. Inga underarter finns listade i Catalogue of Life.